# الكوليسترول المؤكسد
الكوليسترول المؤكسد أو 5,6-إيبوكسي كوليسترول هو أحد أشكال الكوليسترول المتأكسد الموجود في التصلب العصيدي. وعادة ما يتكون من تفاعل الدهون والأكسجين أثناء الطهي تحت درجات الحرارة العالية مثل القلي. انظر أيضًا أوكسيستيرول.